# Ян Гануш
Гануш Ян (13 липня 1858, село Колодіївка, тепер Тисменицького району Івано-Франківської області — 26 липня 1887, Париж) — польський мовознавець-індоєвропеїст і славіст.

## Біографія
Закінчив 1881 Краківський університет, навчання продовжував у Лейпцизькому, Берлінському та Віденському університетах.
З 1885 — доцент Віденського університету.
Помер під час епідемії тифу в Парижі.
Відповідно до даних паризького реєстру Registres d'inhumations — Archives de Paris.
Похований на кладовищі Cimetière parisien de Bagneux в Парижі.

## Наукова діяльність
Основні праці:
- з історії та діалектології польської мови:
  - «Матеріали до історії відмінкових форм у старопольській мові (XV—XVI ст.). Порівняльний перелік відмінкових форм у псалтирях: Флоріянському, Пулавському, а також у псалмах, що містяться в „Молитвах Вацлава“» (1881);
- з індоєвропеїстики:
  - «Про поступове поширення -п- відміни в давньоіндійській мові» (1884, обидві — нім. мовою).

Досліджував окремі питання української мови:
- «Про наголос іменників у малоруській мові» (1873—1874, німецькою мовою),
- «Про малоруську мову» (1883, чеською мовою),
- «Щодо кількох найновіших праць про мову русинів» (1884).

Автор статей про українську мову та мовознавство в чеській енциклопедії «Ottúv slovník naucny».